# 하시즈메 시로

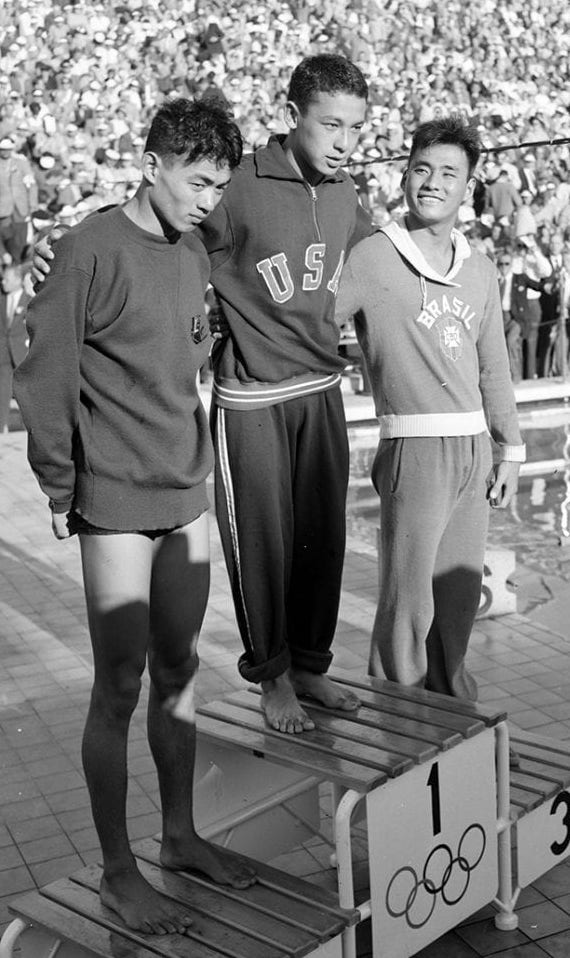
1952년 올림픽에서 하시즈메(왼쪽)

하시즈메 시로(橋爪四郎, 1928년 9월 20일 ~ 2023년 3월 9일)는 일본의 올림픽 자유형 수영 선수이다. 핀란드 헬싱키에서 열린 1952년 하계 올림픽 남자 자유형 1500m에서 은메달을 획득했다. 1949년 8월 16일 같은 대회에서 18분 35초 7로 세계 신기록을 세웠다. 그러나 같은 날 캘리포니아주 로스앤젤레스에서 열린 미국 수영 선수권 대회에서 후루하시 히로노신이 그 기록을 깼다.

## 같이 보기
- 수영 자유형 800m 세계 기록 추이
- 수영 자유형 1500m 세계 기록 추이